# Утакмице фудбалске репрезентације Мађарске 1930.
| Домаћин · 1930 | Гост · 1930 |

Фудбалска репрезентација Мађарске је током 1930. године одиграла осам утакмица и ове године имала три савезна селектора репрезентације. Од осам утакмица Мађарска је победила на три, играла нерешено на три и изгубила две утакмице. Једна утакмица се играла за Куп Европе док су остале утакмице биле пријатељског карактера.
Савезни селектори националног тима су били:
- Михаљ Патаки 140–142
- Фриђеш Миндер  143–146
- Лајош Мариаши 147–[note 1]

## Утакмице
| Швајцарска                   | 2 : 2 (1 : 1) | Мађарска      |
| ---------------------------- | ------------- | ------------- |
| Баумајстер 7’ · Рамсејер 65’ | Извештај      | Толди 37’ 63’ |

| [[Фудбалска репрезентација Чехословачке {{{altlink2}}}\|Чехословачка]] | 1 : 1 (0 : 1) | Мађарска  |
| ---------------------------------------------------------------------- | ------------- | --------- |
| А. Хојер 73’ (11)                                                      | Извештај      | Хирцер 3’ |

| Мађарска | 0 : 5 (0 : 1) | Италија                                           |
| -------- | ------------- | ------------------------------------------------- |
|          | Извештај      | Меаца 17’ 65’ 68’ · Магноци 71’ · Константино 84’ |

| Мађарска             | 2 : 1 (1 : 0) | Аустрија      |
| -------------------- | ------------- | ------------- |
| Кохут 4’ · Тураи 57’ | Извештај      | Аделбрехт 83’ |

| Мађарска                                          | 6 : 2 (3 : 0) | Холандија                       |
| ------------------------------------------------- | ------------- | ------------------------------- |
| Тураи 15’ 56’ · Авар 40’ 44’ 69’ (11) · Толди 53’ | Извештај      | Ван дер Хејден 48’ · Ландал 90’ |

| Аустрија                 | 2 : 3 (1 : 2) | Мађарска                   |
| ------------------------ | ------------- | -------------------------- |
| Веселик 27’ · Гшеидл 60’ | Извештај      | Тураи 28’ 80’ · Титкош 30’ |

| Немачка                                                     | 5 : 3 (0 : 3) | Мађарска             |
| ----------------------------------------------------------- | ------------- | -------------------- |
| Р. Хофман 59’ · Л. Хофман 63’ 85’ · Лудвиг 72’ · Лахнер 77’ | Извештај      | Такач II 29’ 35’ 40’ |

| Мађарска   | 1 : 1 (1 : 0) | Чехословачка |
| ---------- | ------------- | ------------ |
| Титкош 30’ | Извештај      | Салтис 48’   |

Састав репрезентације Мађарске на 140. утакмици
Јанош Акнаи, Ђула Дудаш  75’ (Лајош Корањи I  75’), Јожеф Фогл III, Ференц Боршањи, Габор Компоти Клебер, Габор Обиц, Михаљ Танцош, Јожеф Такач, Јанош Штофиан, Геза Толди, Габор П. Сабо
- Селектор: Михаљ Патаки[2]

Састав репрезентације Мађарске на 141. утакмици
Јанош Акнаи, Лајош Корањи I, Јожеф Фогл III, Миклош Шарош, Јожеф Тураи, Јанош Виг II, Пал Титкош, Јожеф Такач, Јожеф Каутцки, Ференц Хирцер, Вилмош Кохут
- Селектор: Михаљ Патаки[3]

Састав репрезентације Мађарске на 142. утакмици
Јанош Акнаи, Лајош Корањи I, Јожеф Фогл III, Ференц Боршањи, Јожеф Тураи, Јанош Виг II, Имре Маркош, Јожеф Такач, Золтан Опата, Ференц Хирцер, Пал Титкош
- Селектор: Михаљ Патаки[4]

Састав репрезентације Мађарске на 143. утакмици
Ференц Фехер, Ђула Манди, Јожеф Фогл III, Антал Лика, Мартон Букови, Елемер Беркеши, Алберт Штрек, Јене Винце, Геза Толди, Вилмош Кохут
- Селектор: Михаљ Патаки[5]

Састав репрезентације Мађарске на 144. утакмици
Јанош Акнаи, Ђула Манди, Јожеф Фогл III, Антал Лика, Мартон Букови, Елемер Беркеши, Бела Деметер, Иштван Авар, Јожеф Тураи, Геза Толди, Вилмош Кохут
- Селектор: Фриђеш Миндер[6]

Састав репрезентације Мађарске на 145. утакмици
Игнац Амшел, Ђула Манди, Јене Лигети, Антал Лика, Габор Компоти Клебер, Елемер Беркеши, Алберт Штрек, Иштван Авар, Јожеф Тураи, Геза Толди, Пал Титкош
- Селектор: Фриђеш Миндер[7]

Састав репрезентације Мађарске на 146. утакмици
Игнац Амшел  85’ (Јанош Акнаи  75’), Ђула Манди, Лајош Корањи I, Антал Лика, Габор Компоти Клебер, Елемер Беркеши, Алберт Штрек, Јожеф Такач, Јожеф Тураи, Ђула Баратки, Пал Титкош
- Селектор: Фриђеш Миндер[8]

Састав репрезентације Мађарске на 147. утакмици
Ференц Фехер, Лајош Корањи I, Тивадар Терек II, Антал Лика, Габор Компоти Клебер, Елемер Беркеши, Алберт Штрек, Ђула Баратки, Миклош Шарош, Ференц Хирцер, Пал Титкош
- Селектор: Лајош Мариаши[9]

## Играчи репрезентације
| - Геза Толди - Ференц Хирцер - Јожеф Тураи - Иштван Авар - Пал Титкош - Јожеф Такач - Лајош Корањи - Габор Обиц - Миклош Шарош - Ференц Фехер - Мартон Букови - Елемер Беркеши - Алберт Штрек - Ђула Баратки - Михаљ Патаки селектор - Миндер Фиђеш селектор |